# Danse dramatique du Laos
La danse dramatique du Laos (nattakam Lao, Lao : ນາດຕະກັມລາວ [nâːt táʔ kam láːw] ) est la principale forme d'art dramatique du groupe ethnique majoritaire au Laos, le peuple Lao. Il est partagé avec l'ethnie Lao qui habite la région de l'Isan en Thaïlande. Certaines danses dramatiques sont exécutées à la Cour, d'autres, folkloriques, sont assimilées au morlam .
Le théâtre d'ombres, constitué avec des marionnettes, représente une part importante du théâtre lao. Diverses troupes de danse dramatique, opérant principalement à Louang Phrabang et Vientiane, enseignent les danses de Cour et les danses plus récentes influencées par les Khmers .

## Danse classique et théâtre
Initialement, les danses dramatiques du Laos ne sont jouées qu'à la Cour. Danse, théâtre et accompagnement musical sont semblables à ceux de Thaïlande et du Cambodge. Les légendes laotiennes du premier souverain de Lan Xang disent qu'en plus d'une grande armée de soldats khmers, il était également accompagné de nombreuses danseuses de la cour d'Angkor.
La plupart des drames dansés représentent des scènes du Phra Lak Phra Ram (ພຣະລັກພຣະຣາມ [pʰāʔ lāk pʰāʔ láːm] ), du Sadok (ຊາດົກ [sáː dók] ), ou du Jataka. D'autres scènes proviennent de légendes, d'épopées historiques telles que Sin Xay, de mythes laotiens ou hindous, ou d'adaptations de récits des nations environnantes. La danse classique laotienne comprend deux formes principales, le khone et le lakhone, chacune accompagnée de musique classique laotienne.

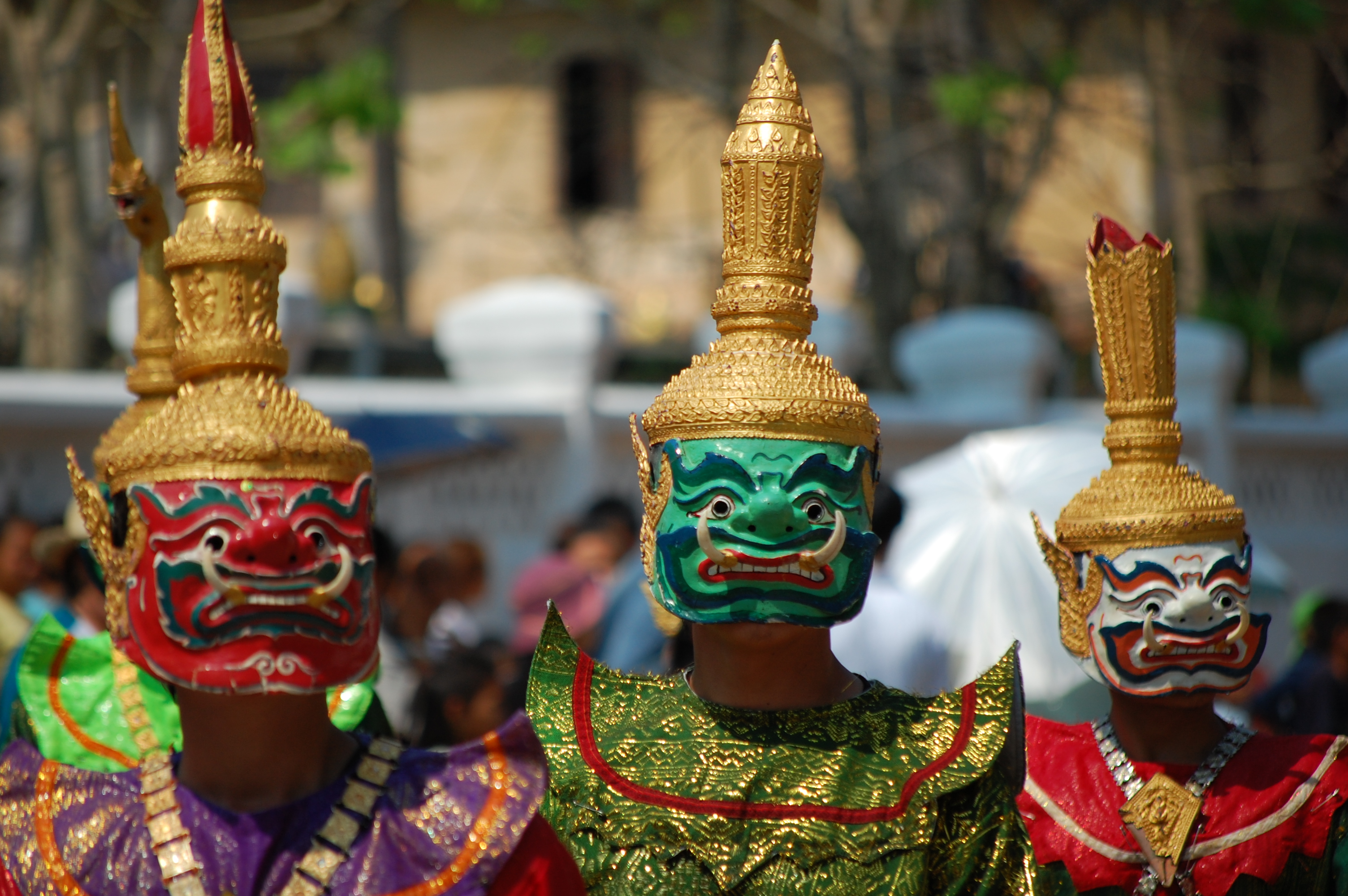
Danseurs masqués sur le point d'exécuter une danse dramatique khon adaptée du Phra Lak Phra Ram.

La danse Khon (ໂຂນ [kʰǒːn] ) est la plus stylisée des danses dramatiques laotiennes. Adaptée du Phra Lak Phra Ram, cette danse est exécutée par des hommes et des femmes portant des masques et des costumes élaborés. Un chœur, installé à côté des danseurs, narre le récit, et chaque danseur joue un personnage. Les danses lakhone (ລະຄອນ [lāʔ kʰɔ́ːn] ) sont principalement exécutées par des femmes. Au lieu que chaque danseuse représente un personnage individuel, comme les danses dramatiques de Khon, elles jouent ensemble la scène et les événements. Il existe une plus grande variété de danses dramatiques exécutées dans la tradition de Lakhon .
Bien que dépourvues de danse, les nang taloung ou marionnettes d'ombres (ໜັງຕະລຸງ [nǎŋ táʔ lúŋ] ) constituent une partie importante des traditions théâtrales lao. C'est une adaptation des marionnettes d'ombre traditionnelles malaises wayang, mais les marionnettistes sont plusieurs. Les jeux de marionnettes d'ombres sont adaptés sur d'histoires similaires à ceux des autres drames classiques, mais peuvent être accompagnés de musique classique ou d'instrumentation morlam .

## Lam lao

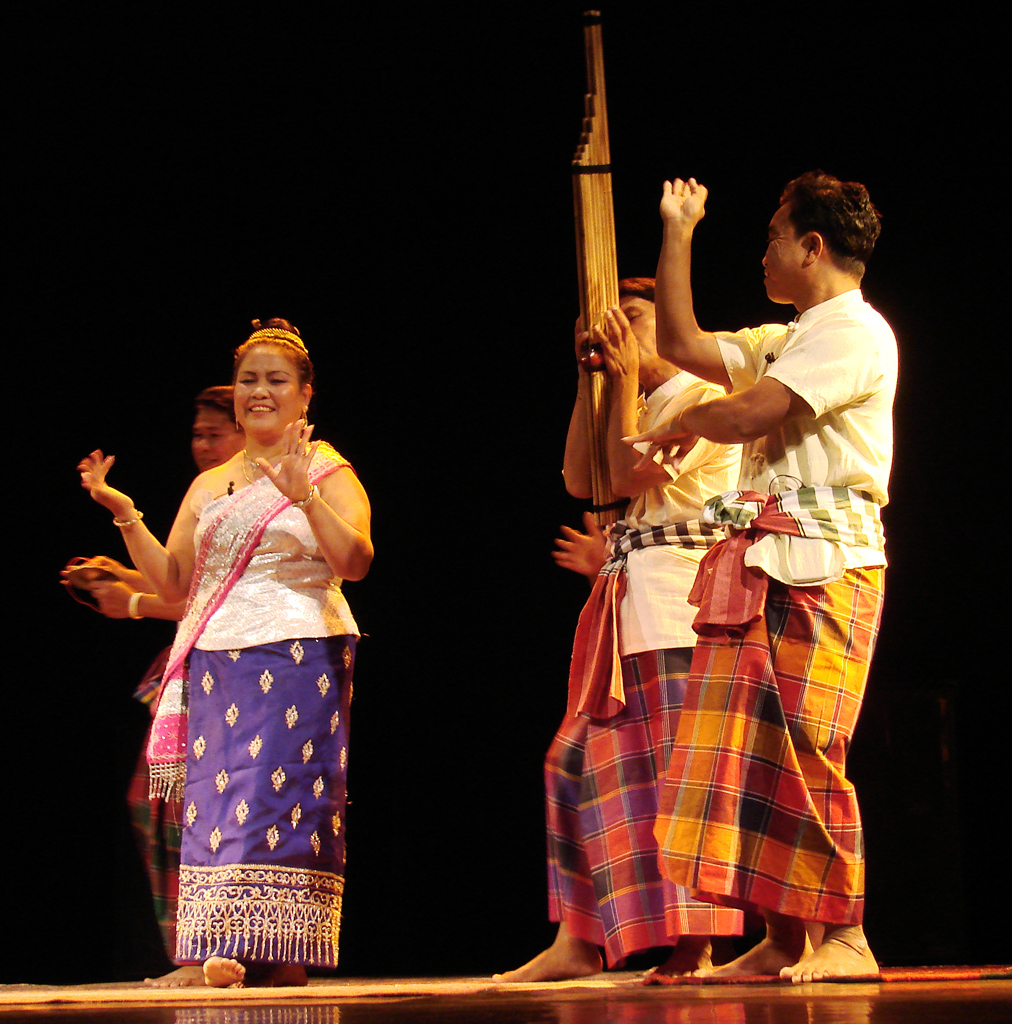
Un joueur de khene et des danseurs laotiens lors d'un spectacle de morlam en France.

Lam Lao (ລຳລາວ) ou morlam (ໝໍລຳ [mɔ̌ː lám] ) est un terme générique désignant la musique folklorique lao, qui à son niveau le plus élémentaire se compose du chanteur/conteur et du khene (ແຄນ [kʰɛ́ːn] ). En Isan, les deux termes sont interchangeables, mais au Laos, morlam ne désigne que le chanteur. Les troupes sont ambulantes. Il existe de nombreux styles régionaux, en fonction des cultures locales, notamment des préférences mélodiques et instrumentales .
La musique qui accompagne un spectacle de lam lao se joue avec plusieurs types de percussions, de violons, de luths, de xylophones ou de hautbois. Les paroles sont tirées de poésie ancienne, d'histoires classiques ou improvisées selon les schémas de rimes tonales complexes du verset. Leurs thèmes varient : ils peuvent être sérieux, comme les contes Jataka ou des textes à visée religieuse, ou, au contraire, traiter d'amour et de sexe, parfois de manière obscène .
Bien que les représentations ne soient pas nécessairement théâtrales, elles comptent souvent des échanges de vers et de chants pleins de répartie. Les chansons sont entrecoupées de numéros de danse, de routines comiques, de comédies et de taquineries entre les interprètes et le public.

### Danse folklorique

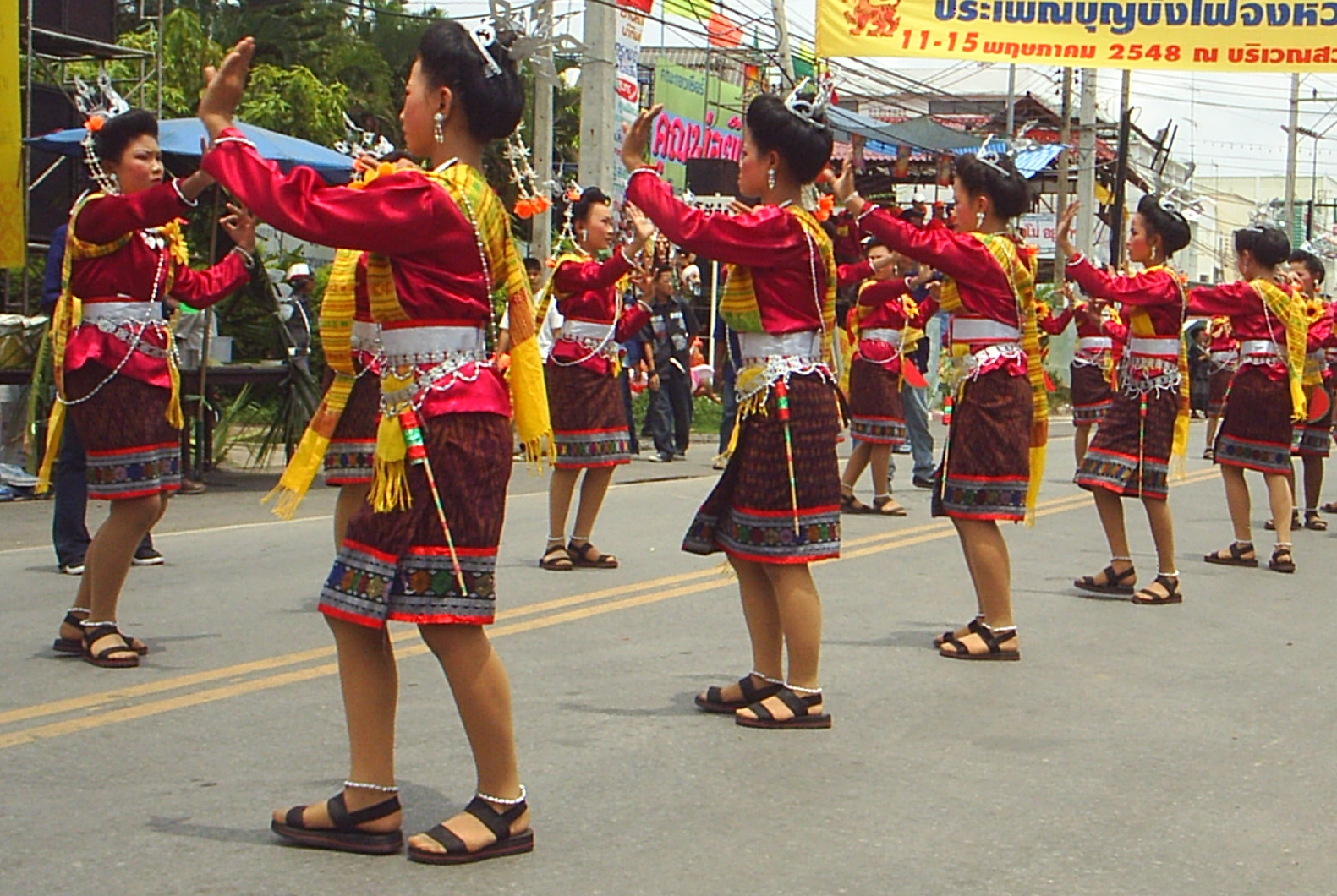
Danse folklorique dans le défilé du Rocket Festival à Yasothorn, Thaïlande. Les Lao d'Isan ont préservé les traditions culturelles lao, y compris le morlam et la musique folklorique.

Les danses folkloriques laotiennes (ຟ້ອນລຳພື້ນເມືອງ [fɔ̂ːn lám pʰɯ̂ːn mɯ́əŋ] ) sont variées. La plupart des lam ont une danse folklorique associée. Le lam Tang Vai (ລຳຕັງຫວາຽ [lám taŋ wǎːj] ), originaire du Sud, et le Lam Saravane (ລຳສາຣະວັນ [lám sǎː lā ván] ) constituent d'autres types de danse .
La danse folklorique la plus populaire est le lam vong (ລຳວົງ [lám wóŋ] ). Danse nationale du Laos, elle compte plusieurs versions dans ce pays et au Cambodge, où elle se nomme ramvong. C'est une lente danse de couples. Les hommes forment un cercle intérieur, les femmes, un cercle extérieur. Elle se pratique à l'occasion des célébrations, comme les mariages, et des autres évènements sociaux .

### Lam luang (likay lao)
Dérivé théâtral du morlam, il s'est sûrement développé lorsque le morlam joua divers personnages issus de la tradition orale. Il se nomme aussi Lam Luang (ລຳເຣື່ອງ [lám lɯ̄əŋ] ) ou histoire chantée. Les histoires vont du traditionnel au obscène, du sérieux au vulgaire, et sont tirées d'un large éventail de sources, telles que les récits traditionnels et les contes Jataka jusqu'aux projets de développement et aux préoccupations de la communauté. La musique peut être classique, morlam ou moderne, et les costumes couvrent aussi toute la gamme selon les besoins de l'histoire.
Il existe certains personnages types, qui apparaissent dans plusieurs œuvres. Parmi eux, on compte le héros (ພຣະເອກ [pʰāʔ ʔȅːk] ), l'héroïne (ນາງເອກ [náːŋ ʔȅːk] ), le roi père, la reine mère, le clown, le méchant (ຜູ້ຮ້າຽ [pʰȕː hâːj] ), et les forces surnaturelles telles que les dieux, les démons, les esprits, ou ogres .